# Hans Vincent
Hans Vincent (Helmond, 24 april 1962) is een Nederlands oud-profvoetballer.

## Sportieve loopbaan
Vincent begint met voetballen bij amateurclub HVV Helmond, waar hij samen speelt met Hans Meeuwsen en Berry van Aerle, die eveneens het profvoetbal halen. De drie spelen later opnieuw samen wanneer ze hun betaald voetbal-loopbanen afsluiten bij Helmond Sport. De twee Hansen spelen eerder ook twee jaar samen in Vincents eerste periode bij Helmond Sport en één jaar bij Willem II.
Op 6 oktober 1991 scoort Vincent in dienst van Willem II de 1-0 tegen Sparta Rotterdam, dertien seconden na aanvang van de wedstrijd. Op dat moment is dat het op vijf na snelste doelpunt ooit.

## Overzicht clubs
| Seizoen | Club          | Land      | Competitie     | Duels | Goals |
| ------- | ------------- | --------- | -------------- | ----- | ----- |
| 1982/83 | Helmond Sport | Nederland | Eredivisie     | 17    | 0     |
| 1983/84 | Helmond Sport | Nederland | Eredivisie     | 29    | 3     |
| 1984/85 | Helmond Sport | Nederland | Eerste divisie | 33    | 4     |
| 1985/86 | Helmond Sport | Nederland | Eerste divisie | 35    | 4     |
| 1986/87 | MVV           | Nederland | Eerste divisie | 36    | 12    |
| 1987/88 | MVV           | Nederland | Eerste divisie | 31    | 6     |
| 1988/89 | MVV           | Nederland | Eredivisie     | 32    | 8     |
| 1989/90 | MVV           | Nederland | Eredivisie     | 30    | 6     |
| 1990/91 | MVV           | Nederland | Eredivisie     | 32    | 8     |
| 1991/92 | Willem II     | Nederland | Eredivisie     | 33    | 9     |
| 1992/93 | Willem II     | Nederland | Eredivisie     | 31    | 4     |
| 1993/94 | Willem II     | Nederland | Eredivisie     | 0     | 0     |
| 1993/94 | VVV           | Nederland | Eredivisie     | 10    | 0     |
| 1994/95 | Helmond Sport | Nederland | Eerste divisie | 18    | 10    |
| 1995/96 | Helmond Sport | Nederland | Eerste divisie | 26    | 5     |
| 1996/97 | Helmond Sport | Nederland | Eerste divisie | 32    | 5     |
| 1997/98 | Helmond Sport | Nederland | Eerste divisie | 29    | 1     |
| 1998/99 | Helmond Sport | Nederland | Eerste divisie | 12    | 0     |
| Totaal  | Totaal        | Totaal    | Totaal         | 466   | 85    |